# ジェイコム小田原
株式会社ジェイコム小田原（ジェイコムおだわら）は、かつて神奈川県小田原市に本社を置き、放送法に定義する一般放送（有線一般放送）に基づく有線テレビジョン放送（ケーブルテレビ）1局（1施設）を運営し、放送（テレビ、ラジオ）、通信（インターネット、IP電話）を業務する、株式会社ジュピターテレコム（J:COM）の連結子会社であった。会社および局呼称は「J:COM 小田原」。

## 沿革
1989年（平成元年）
- 9月5日
  - 「小田原ケーブルテレビ株式会社」として設立。

1992年（平成4年）
- 4月
  - 有線テレビジョン放送施設設置許可取得。

1994年（平成6年）
- 4月1日
  - 開局。

1999年（平成11年）
- 9月22日
  - 第一種電気通信事業許可取得。

2000年（平成12年）
- 4月1日
  - インターネット接続サービス「Cable@nifty」開始。

2001年（平成13年）
- 9月30日
  - ジャパンケーブルネット株式会社が株式取得。経営権が移りJCNグループに参画。

2003年（平成15年）
- 10月1日
  - 開成町エリア開局。

2004年（平成16年）
- 4月1日
  - 地上デジタル放送サービス（64QAM方式）を開始。
  - 地上デジタル放送サービス（OFDM方式）を周波数変換で開始。
  - BSデジタル放送サービス（TM（複数TS伝送）方式）を開始。
- 5月1日
  - 050 IP電話サービス『JCNetフォン.いちご』を開始。

2005年（平成17年）
- 10月1日
  - アナログ多チャンネル放送サービスのチャンネル番号をJCN各局共通番号に変更。
  - デジタル多チャンネル放送サービス（ISDB-C（リマックス）方式）を開始。
  - デジタル多チャンネル放送サービス（JC-HITS）を開始。

2006年（平成18年）
- 1月1日
  - 呼称を「JCN小田原」に変更。
- 4月1日
  - JCN共通ロゴデザインのロゴマークを展開。
  - JCN統一サービス名称として『JCNテレビ』、『JCNインターネット』および『JCN電話』を制定し展開。
  - JCNサービスラインナップ導入。
- 10月1日
  - 『JCN電話』として、KDDI株式会社のプライマリIP電話（0AB〜J IP電話）サービス「ケーブルプラス電話」を開始。

2007年（平成19年）
- 2月25日
  - デジタル多チャンネル放送サービス（JC-HITS）を終了。
- 4月1日
  - JCN会員誌『JCN plus』を創刊。
- 7月1日
  - HDD内蔵録画機能付きSTB『録りま専科』を提供開始[注 1]。

2008年（平成20年）
- 1月1日
  - 地上デジタル放送で『いちごチャンネル』を開始し、名称を『JCNプラスチャンネル』に変更。
- 1月30日
  - 『JCN電話』の050 IP電話サービス『JCNetフォン.いちご』を終了。
- 6月30日
  - アナログ多チャンネル放送サービス終了。
- 10月1日
  - 『JCN VODサービス』として、KDDI株式会社のVODサービス「MOVIE SPLASH VOD」およびFODサービス『JCNプラスビデオ』を開始。

2009年（平成21年）
- 2月10日
  - au携帯電話端末を販売開始。
- 4月1日
  - DVDドライブ搭載HDD内蔵録画機能付きSTB『録りま専科DVD』を提供開始[注 2]。
- 4月5日
  - 気象庁の高度利用者向けサービス用いたサービス『JCN緊急地震速報』を開始。
- 6月1日
  - 双方向設置済みの「HDD内蔵STB」利用者向けに、リモート録画予約サービス『ケータイ録画予約』を提供開始。

2010年（平成22年）
- 2月27日
  - 下り最大160Mbpsの超高速インターネット接続サービス『スピードスター160』を開始。
  - JCNインターネットの『スタンダード』を、下り最大伝送速度8Mbpsから15Mbpsに増速。
- 4月1日
  - 地デジコミュニティチャンネルで「デジタル録画コピー制御」を運用開始。
- 12月27日
  - 『JCNインターネット』利用者に限定し、UQ WiMAX端末を販売開始。

2011年（平成23年）
- 2月
  - 南足柄市エリア開局。
- 3月11日
  - 地上放送の暫定的「デジアナ変換」を提供開始。
- 4月1日
  - 『JCNプラスチャンネル』をハイビジョン化。
  - BD・DVDドライブ搭載HDD内蔵録画機能付きSTB『録りま専科ブルーレイ』を提供開始[注 3]。
  - HDD内蔵録画機能付きSTBセットの新コース『HDDコース』を提供開始[注 4]。
  - 双方向設置済みの特定STB利用者向けに、『STBポータルサービス』および『JCNおすすめナビ』を提供開始。
- 6月1日
  - リモート録画予約サービス『ケータイ録画予約』を拡充し、『ケータイde録画予約』を提供開始。
- 7月24日
  - 地上アナログ放送の放送対象地域外テレビ局を再送信終了。

2012年（平成24年）
- 3月12日
  - 『JCNインターネット』利用者向けに、『JCN WiMAX』を提供開始。
- 4月1日
  - 双方向設置済みの特定STB利用者向けに、『Shufoo!』を提供開始。
- 6月25日
  - 『JCNインターネット』利用者向けに、『Wi-Fi内蔵モデム』を提供開始。
- 7月20日
  - 『JCNインターネット』利用者向けに、公衆無線LANサービス『ケーブルTV Wi-Fi』を提供開始。
- 10月1日
  - 商号を「株式会社JCN小田原」に変更。
  - 『JCNプラスチャンネル』の名称を『JCN小田原チャンネル』に変更。
  - 新しいコミュニティチャンネル『にっぽんケーブルチャンネル』を放送開始。

2013年（平成25年）
- 10月31日
  - 『JCN VODサービス』の新規登録終了。
- 12月2日
  - 親会社のジャパンケーブルネット株式会社が株式会社ジュピターテレコムの連結子会社化に伴い、J:COMグループに参画[1]。

2014年（平成26年）
- 3月31日
  - 『JCN VODサービス』を終了。
- 4月1日
  - 親会社のジャパンケーブルネット株式会社が株式会社ジュピターテレコムに吸収合併[2]。
- 6月1日
  - 呼称を「J:COM 小田原」に変更[3]。
  - 『JCN小田原チャンネル』の名称を『J:COMチャンネル小田原』に変更。
  - 「JCN」ブランドを廃止。
  - J:COM統一サービス名称として『J:COM TV』、『J:COM NET』および『J:COM PHONE』を制定し展開。
  - J:COMサービスラインナップ導入。
  - 『J:COM PHONE プラス』を提供開始。
  - 「にっぽんケーブルチャンネル」（JCN）を「J:COMテレビ」（J：COM）に統合[4]。
- 7月1日
  - 商号を「株式会社ジェイコム小田原」に変更[3]。
- 10月1日
  - 『J:COM WiMAX 2+』を提供開始。
- 11月30日
  - 「ケーブルプラス電話」を終了。
- 12月17日
  - 『J:COM NET』および『JCNインターネット』のインターネットサービスプロバイダーを『ZAQ』に変更。
  - 『J:COM 緊急地震速報』を提供開始。

2015年（平成27年）
- 1月7日
  - 『J:COMオンデマンド』を提供開始。
- 4月17日
  - 地上放送の暫定的「デジアナ変換」を終了。

2016年（平成28年）
- 4月1日
  - 株式会社ジェイコムイーストに吸収合併され、会社解散[5]。

## 事業所
本社・事務所
- 本社
  - 神奈川県小田原市板橋888番地
- 小田原営業事務所
  - 神奈川県小田原市板橋888番地（本社内）

## 提供区域内自治体
神奈川県
- 小田原市、南足柄市
- 足柄上郡
  - 開成町

## 業務内容
基本サービス
1. ケーブルテレビサービス
  1. J:COM TV[注 5]
  2. 双方向機能（STBインターネット接続サービス）
  3. インタラクTV（STBテレビ向け情報サービス）
  4. ナビシェル（STB向けご案内画面サービス）
  5. J:COMオンデマンド（VODサービス）
  6. リモート録画予約（番組録画予約）
2. インターネット接続サービス
  1. J:COM NET
  2. ZAQ（インターネットサービスプロバイダ）
  3. J:COM WiMAX 2+[注 6]（WiMAXサービス）
3. プライマリ電話サービス
  1. J:COM PHONEプラス[注 7]

付加サービス
- ジェイコム マガジン（番組ガイド誌）
- J:COMチャンネル番組ガイド（地域情報誌）
- J:COMチャンネル小田原（第一コミュニティチャンネル）
- J:COMテレビ（第二コミュニティチャンネル）
- J:COM 緊急地震速報（高度利用者向け地震速報）

### J:COM TV

#### テレビ
- 地上波テレビ放送のアナログ方式は、2015年（平成27年）4月17日まで「デジアナ変換」による再送信を実施していた。
- 表中、「配信方式」欄の『部類』に関しては下記を参照。
  - 「PT」はパススルー方式。
  - 「TM」はトランスモジュレーション方式。
- 表中、『記号』に関しては下記を参照。
  - 「●」は視聴可能。
  - 「×」は視聴不可。
  - 「?」は不明。

- 2016年（平成28年）3月1日現在。

| リ モ コ ン キ \| ID | 放送局                | 三桁 チャンネル | 伝送方式 | 伝送方式 | 備考         |
| リ モ コ ン キ \| ID | 放送局                | 三桁 チャンネル | PT       | TM       | 備考         |
| -------------------- | --------------------- | --------------- | -------- | -------- | ------------ |
| 1                    | NHK総合・東京         | 011 012         | ●        | ●        |              |
| 2                    | NHKEテレ東京          | 021 022 023     | ●        | ●        |              |
| 3                    | tvk                   | 031 032 033     | ●        | ●        |              |
| 4                    | 日本テレビ            | 041 042         | ●        | ●        |              |
| 5                    | テレビ朝日            | 051 052 053     | ●        | ●        |              |
| 6                    | TBS                   | 061 062         | ●        | ●        |              |
| 7                    | テレビ東京            | 071 072 073     | ●        | ●        |              |
| 8                    | フジテレビジョン      | 081 082 083     | ●        | ●        |              |
| 9                    | TOKYO MX              | 091 092 093     | ●        | ×        | 区域外再放送 |
| 10                   | J:COMテレビ           | 101 102         | ●        | ×        |              |
| 11                   | J:COMチャンネル小田原 | 111 112         | ●        | ●        |              |
| 12                   | 放送大学              | 121 122 123     | ●        | ●        |              |

#### ラジオ
- 2016年（平成28年）3月1日現在。

| MHz  | 放送局      | 備考 |
| ---- | ----------- | ---- |
| 77.1 | 放送大学    |      |
| 79.0 | FMおだわら  |      |
| 79.4 | TOKYO FM    |      |
| 80.4 | Fm yokohama |      |
| 81.3 | J-WAVE      |      |
| 83.5 | NHK横浜-FM  |      |

## コミュニティチャンネル

### アナウンサー
- 鈴木沙和子